# Den næstsidste
Den næstsidste er en dansk spillefilm fra 2020 instrueret af Jonas Kærup Hjort.

## Handling
En absurd komedie om vandmåleren, der ankommer til et hus, hvor beboerne lever i deres helt egen virkelighed.

## Medvirkende
- Joen Højerslev
- Joen Bille
- Malene Melsen